# 李泳漢
李泳漢（英語：Augustine Lee Wing Hon，1980年5月18日—），香港前男演員、前無綫電視及亞洲電視男藝員。

## 生平
李泳漢是藝人李家鼎與施明的長子。有一孿生弟弟李泳豪，兩兄弟皆為童星出身，自小於多齣電影及電視劇擔綱演出。表姨為藝人黃宇詩。畢業于喇沙小學和聖保羅書院。他原在2011年香港區議會選舉中代表人民力量參選九龍城區議會黃埔西區議席，後因私事而沒有參選。他在2016年香港立法會選舉與社民連前秘書長符偉樂合組名單，以獨立人士身份參選九龍西地區直選。

## 個人生活
- 2002年李泳漢曾向傳媒自稱擁有通靈的能力，他說用天眼看到自己與阿嬌有「宿世姻緣」，他與阿嬌前世是夫妻關係，言下之意即是他與阿嬌無論是前生還是今世，都非常有緣，是命中注定的一對。
- 2016年1月8日，李泳漢與拍拖兩年的圈外女友嚴佩鈺結婚，在沙田馬場設宴[4]。同年6月14日，妻子誕下6.4磅兒子李浩榮，2018年11月1日，妻子再誕下6.2磅次女Charlotte[5]。
- 2019年，父親李家鼎近年在飲食界爆紅，李泳漢亦主力打理父親開設的私房菜[6]。
- 2019年8月11日，在網上公開指反對修訂逃犯條例運動的示威者是「黑衣暴徒」，支持警察執法[7]，被一眾網民聲討，要關閉臉書留言及通訊避難，曾一度指自己是信佛佛教徒，不怕任何咀咒，毫不諱言。

## 演出作品

### 電視劇（無綫電視）
| 首播   | 劇名                | 角色                      |
| 1987年 | 《誓不低頭》        | 陸家明（童年）            |
| 1988年 | 《絕代雙驕》        | 花無缺（童年）            |
| 1989年 | 《還我本色》        |                           |
| 2004年 | 《棟篤神探》        | Frankie                   |
| 2004年 | 《楚漢驕雄》        | 秦子嬰                    |
| 2005年 | 《水滸無間道》      | 張鐵生                    |
| 2007年 | 《學警出更》        | Billy（第29集）           |
| 2007年 | 《爸爸閉翳》        | 遊向東                    |
| 2007年 | 《廉政行動2007》    | 關卓華（Paul）            |
| 2009年 | 《幕後大老爺》      | 徐東                      |
| 2009年 | 《學警狙擊》        | 旗兵（第6集）             |
| 2009年 | 《烈火雄心3》       | Joe（九龍城消防局消防員） |
| 2009年 | 《ID精英》          | 蔡逢春                    |
| 2010年 | 《秋香怒點唐伯虎》  | 錦衣衛                    |
| 2011年 | 《Only You 只有您》 | CID                       |
| 2011年 | 《女拳》            | 收賣佬                    |
| 2011年 | 《天與地》          | 車行經紀                  |
| 2017年 | 《蘭花刼》          | 基                        |

### 電視劇（亞洲電視）
| 首播   | 劇名           | 角色              |
| 1989年 | 《小小大女人》 | Billy仔（童年）   |
| 1990年 | 《還看今朝》   | 江書海（童年）    |
| 1991年 | 《暴雨燃燒》   | 衛東/柴單（童年） |
| 1991年 | 《四驅橋聖》   | 司徒志良          |
| 1991年 | 《本是同根》   | 高世康（童年）    |

### 電視劇（香港電台）
| 首播   | 劇名                   | 角色           |
| 1990年 | 《雙城記：告別交響曲》 | 王國華（童年） |

### 電影
| 首播   | 片名     | 角色 |
| 1989年 | 返老還童 |      |
| 1994年 | 大富之家 |      |

## 歌曲
- 《投投籃球》（與鄧健泓、蔡淇俊、劉家聰和張國洪合唱）

## 外部連結
- 李泳漢在互联网电影资料库（IMDb）上的資料（英文）
- 李泳漢在香港影庫上的簡介
- 李泳漢在豆瓣上的资料（简体中文）